# Chandra Crawford
Chandra Crawford, född den 19 november 1983 i Canmore, Alberta, är en kanadensisk längdåkare som tävlade i världscupen mellan 2005 och 2014.
Crawford tävlade huvudsakligen i sprint och hon vann två världscuplopp i den disciplinen 2008.
Crawfords främsta merit är guldet i den individuella sprinten i OS 2006. Vid VM 2007 kunde hon inte följa upp segern utan slutade först på en 32:a plats.
2014 avslutade Crawford skidkarriären.